# Литохоро
Литохоро (грч. Λιτόχωρο) је град и седиште општине Дион-Олимп у периферији Средишња Македонија, Грчка. Према попису из 2021. године било је 6.615 становника.
Литохори је 1920. године имао 4.187 житеља Грка. После 1923. године насељено је 70 грчких избеглица, тако је на попису из 1928. године Литохори имао 4.602 становника.